# Gonioctena intermedia
Gonioctena intermedia — вид жуков-листоедов из подсемейства хризомелин.

## Распространение
Распространён в северных Альпах, Фенноскандии, Альпах, Карпатах и Судетах. Обитают, в том числе, на территории Чехии (Богемии) и Словакии, Латвии.

## Биология
Жуков питаются на Prunus padus, Corylus avellana и Sorbus aucuparia.